# Matthias Heinrich Göring
Matthias Heinrich Göring (ur. 5 kwietnia 1879 w Düsseldorfie, zm. 24 lipca lub 25 lipca 1945 w Poznaniu) – niemiecki lekarz psychiatra i psychoterapeuta, kierował Niemieckim Instytutem Badań Psychologicznych i Psychoterapii (Deutsche Institut für psychologische Forschung und Psychotherapie), przewodniczący Deutsche Allgemeine Ärztliche Gesellschaft für Psychotherapie. Był kuzynem Hermanna Göringa.
Od 1908 do 1910 był asystentem Kraepelina w Monachium. W 1913 roku habilitował się na Uniwersytecie w Gießen. W 1922 roku został profesorem nadzwyczajnym. Zwolennik psychologii Adlera. Zmarł w rosyjskiej niewoli w Poznaniu na dur brzuszny.